# Sem Fazer Planos do Que Virá Depois
Sem Fazer Planos do Que Virá Depois foi um documentário português exibido de 26 de dezembro a 27 de dezembro de 2017 pela RTP1.

## Sinopse
O primeiro episódio inclui uma viagem no tempo aos dias em que o Festival da Canção era marcante e cativava a presença dos principais nomes da música portuguesa. E revela como foi repensado em 2017 o formato do programa, como os músicos aceitaram o desafio de participar e, aos poucos, ali nasceu um fenómeno em torno de “Amar Pelos Dois”, canção cuja história a própria Luísa Sobral apresenta de guitarra nas mãos.
O segundo episódio leva-nos a Kiev onde, depois de um plano diferente de ensaios que o estado de saúde de Salvador Sobral obrigou, a canção também cativou tudo e todos.
O clima de tensão e surpresa vivido na passadeira vermelha, olhares pelos camarins e ensaios, as escapadelas pela cidade, assim como os instantes de maior emoção recordam momentos que ficaram entre os mais marcantes do ano e que têm já um lugar na história da música portuguesa.

## Elenco
| Ator/Atriz      | Personagem |
| --------------- | ---------- |
| Salvador Sobral | Ele mesmo  |
| Luísa Sobral    | Ela mesma  |

## Episódios
| # | Título          | Exibição em Portugal   | Audiência    | Audiência | Audiência |
| # | Título          | Exibição em Portugal   | Espectadores | Share     | Rating    |
| - | --------------- | ---------------------- | ------------ | --------- | --------- |
| 1 | "Episódio n.º1" | 26 de dezembro de 2017 | 506 400      | 10,1%     | 5,2%      |
| 2 | "Episódio n.º2" | 27 de dezembro de 2017 | 582 800      | 11,9%     | 6,0%      |